# Обличчя та імена
Обличчя й імена - спортивна дисципліна, яка входить в обов'язкову програму спортивного запам'ятовування. В процесі виконання цієї дисципліни спортсмени повинні в лімітований час запам'ятати обличчя, імена та прізвища якомога більшої кількості людей. 

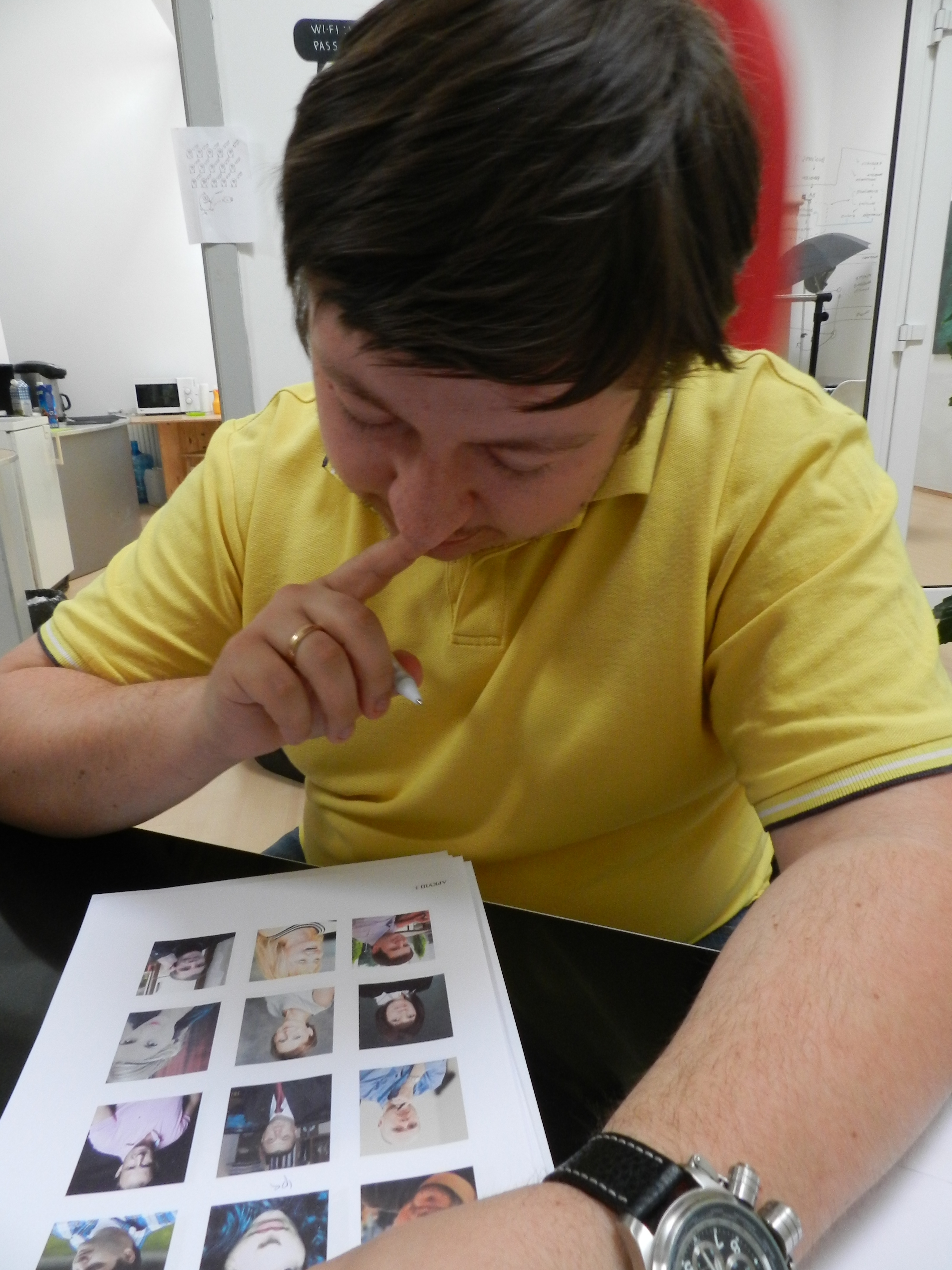
memory championship in Lviv

## Історія
Як окрема спортивна дисципліна "Обличчя й імена" почала існувати у 1991 році, коли вперше в Лондоні було проведено Чемпіонат Світу зі спортивного запам'ятовування. Вважається, що саме з цього часу почалась зрозуміла фіксація результатів. 

## Вимоги до дисципліни, нормативи та оцінка результатів
Запам'ятовування обличчя та імені відбувається по фотозображеннях. Згідно міжнародних правил на процес запам'ятовування спортсмен має 15 хвилин, а на згадування 30. Фотозображення людей видаються на аркушах формату А4 - на одному аркуші розміщується 9 фотозображень - , або ж формату А3 - 15 або 20 людей на одному листі. Для запам'ятовування спортсмен отримує не менше 120 обличь. 
Фотографії людей повинні бути кольоровими. Імена та прізвища повинні бути написані безпосередньо під фотографією людини. 
Для згадування спортсмени отримують аркуші з тими ж фотографіями, які є перемішаними в межах кожного листа. Під кожним обличчям потрібно написати ім'я та прізвище цієї людини. 
На міжнародних змаганнях обов'язково на одному аркуші повинні бути представлені різні раси, статі, вікові категорії людей та їхні імена. Змагання національного або місцевого рівнів можуть використовувати типові обличчя та імена саме для цієї країни. 
Оцінювання результатів відбувається за наступним алгоритмом: за кожне правильно згадане ім'я спортсмену додають 1 бал, за кожне правильно згадане прізвище додається ще 1 бал. Якщо прізвище є співзвучним, але неправильним (не Ковальчук, а Коваленко, або Ковалишин), то спортсмен отримує 0.5 бала. 

## Рекорд світу
Офіційним рекордсменом в цій дисципліні є Саймон Рейнхард. На змаганнях у 2009 році він зміг набрати 164 бали (що прирівнюється до запам'ятовування 164 людей поіменно за 15 хвилин, або ж до 82 людей поіменно і по прізвищу за цей самий час).

## Національні нормативи
Країни, в яких спортивне запам'ятовування вважається видом спорту є ряд нормативів. Як правило це рівні "Початківця" та "Майстра" в запам'ятовуванні людей - відповідно потрібно набрати 50 та 100 балів для досягнення цих сходинок (тобто поіменно запам'ятати 50 та 100 людей за 15 хвилин)